# Imidazolină

Structurile chimice ale 2-, 3- și 4-imidazolinei.

Imidazolinele alcătuiesc o clasă de compuși heterociclici obținuți prin reducerea imidazolului. Sunt cunoscuți trei izomeri:
- 2-imidazolină
- 3-imidazolină
- 4-imidazolină

2- și 3-imidazolinele conțin un centru iminic, iar 4-imidazolina un rest alchenic. Nucleul 2-imidazolinic se regăsește în structura chimică a unor medicamente.

Obținerea derivaților de imidazol.